# Колю Ганев (село)
Колю Ганев е село в Северна България. То се намира в община Трявна, област Габрово.

## География
Село Колю Ганев е изоставено селище, без постоянно население.